# Dénes Zsigmondy
Dénes Zsigmondy (Budapest, 9 aprile 1922 – 15 febbraio 2014) è stato un violinista e docente ungherese.

## Biografia
Dénes Zsigmondy dopo aver iniziato lo studio del violino privatamente con professori locali, proseguì all’Accademia di Musica di Budapest con Géza de Kresz, Leo Weiner e Imre Waldbauer. Nel 1944, mentre partecipava al corso estivo di Váša Příhoda all’Accademia di Salisburgo, fu informato che era stato arruolato nell’esercito ungherese. Per evitare quest’obbligo non tornò in Ungheria e si nascose nei pressi del lago di Starnberg. Appena conclusa la seconda guerra mondiale, Zsigmondy fu rifiutato da diverse orchestre, entrò comunque nell’Orchestra Sinfonica della Radio Bavarese. Nel frattempo cominciò ad alternare le attività di solista e docente in vari centri europei Poco alla volta Zsigmondy iniziò ad esibirsi come solista con diverse orchestre europee, e del sud est asiatico. Divenne noto come ricercato interprete delle opere di Mozart, Schubert e Beethoven, ma soprattutto delle opere di Béla Bartók.
Dal 1971 Zsigmondy fu professore di musica all’Università di Washington a Seattle, visiting professor alla Boston University; tenne masterclass presso il New England Conservatory e altre prestigiose istituzioni. Negli ultimi anni ha insegnato alla Hochschule für Musik di Magonza. Annovera Isabelle Faust fra i suoi studenti. Nel 1977 Zsigmondy acquistò lo Stradivari ‘Ernst’ del 1709.
Nel corso della sua carriera Zsigmondy fu molto attivo in campo discografico. Tra le ultime incisioni (1995) Zsigmondy registrò le Sonate e Partite di Bach per l’etichetta discografica Juenau Bach Society. 
È stato sposato con la pianista Anneliese Nissen, con la quale ha tenuto concerti dal 1947 fino agli ultimi anni, e registrato molte sonate per violino e pianoforte. Nel corso della sua carriera Zsigmondy eseguì in prima assoluta diverse composizioni di Günter Bialas (1907–1995), Harald Genzmer (1909–2007), Hans Chemins-Petit (1902–1981), Helmut Eder (1916–2005) e di György Kurtág. Zsigmondy è morto nel 2014, all’età di 91 anni, nella sua casa in Baviera.